# 그리스-튀르크 전쟁 (1897년)
그리스-튀르크 전쟁(튀르키예어: 1897 Osmanlı-Yunan Savaşı 1897 오스만르-유난 사와쉬으[*], 그리스어: Ελληνοτουρκικός πόλεμος του 1897 엘리노투르키코스 폴레모스 투 1897[*]) 또는 30일 전쟁이란 1897년에 그리스 왕국과 오스만 제국 사이에 일어난 전쟁이다. 그리스 왕국이 전쟁을 일으켰으나 오스만 제국이 승리하였다.

## 개요
이 전쟁은 크레타 섬에 대한 그리스의 관심이 커지면서 일어났다. 당시 크레타 섬은 오스만 제국의 지배를 받고 있었고 무슬림 주민과 그리스도교도 주민들의 관계가 악화되고 있었다.
1896년에 그리스의 민족주의 단체인 '친우회'가 선동을 하여 크레타 섬에 반란이 일어나자 1897년 초에 그리스는 반란을 지원하며 많은 무기를 보냈다. 그리고 1897년 1월 21일에 해군 함대 동원령을 내렸고 1897년 2월 초 마침내 크레타 섬에 상륙하여 그리스에 병합한다고 발표했다.
그러나 3월에 유럽 열강들이 그리스 본토를 봉쇄하여 크레타 섬의 원조를 막고 크레타 섬의 동포들을 지원하려는 계획이 좌절된 그리스의 콘스탄티노스 왕자는 직접 군대를 지휘하여 4월에 테살리아의 투르크군을 공격했다. 그러나 4월 말에 전쟁준비를 제대로 못한 그리스는 독일의 지원으로 군대개편을 마친 투르크군에게 패배하여 유럽 열강들의 압력으로 5월 20일 크레타 섬을 포기하고 철수하였다.
12월 4일에 체결한 강화 조약에 따라 그리스는 오스만 제국에 4백만 파운드의 배상금을 지급하고 테살리아의 일부를 투르크에 양도했다. 투르크군도 크레타 섬에서 철수하여 1898년 크레타 자치국이 들어섰으며, 크레타 섬은 1913년 제1차 발칸 전쟁을 끝내는 런던 조약에 따라 그리스에 넘어갔다.